# Conscience du droit
 (avril 2024).
En anthropologie, la conscience du droit est la manière dont les normes juridiques sont perçues et appréhendées dans la société. Ce concept a été principalement marqué par les Legal Consciousness Studies, une branche du mouvement droit et société apparue dans les années 1980 au sein des études juridiques critiques.
Selon Susan Silbey (en), la conscience du droit désigne les attitudes des gens dans la vraie vie par rapport à ce qu'ils considèrent ou imaginent être le droit, ce qui est souvent appelé « le droit en action (en) ». Ces attitudes sont souvent en décalage avec la vision du « droit dans les livres ».
Les études sur la conscience du droit distinguent généralement trois types d'attitude vis-à-vis du droit :
- face au droit, caractérisant les situations où on attend quelque chose du système juridique,
- avec le droit, dans les situations où on se considère comme participant à l'élaboration du droit,
- et contre le droit, quand on s'estime floué par le droit et qu'on cherche à l'éviter.

Selon un article de revue de 2021, la littérature scientifique anglophone sur la conscience du droit abonde, mais ne se fonde pas assez sur des définitions cohérentes. Pour Lynette Chua et David Engel, il faut distinguer trois écoles de pensée au sein des travaux universitaires sur la conscience du droit:
- l'école de l'identité, qui analyse le rôle des identités individuelles dans le rapport au droit, par exemple dans le cas des personnes handicapées,
- l'école de l'hégémonie, qui analyse le rôle des relations collectives de pouvoir dans le rapport au droit, particulièrement dans le cas des prolétaires,
- et l'école de la mobilisation, qui analyse le rôle de l'activité politique dans le rapport au droit, comme dans le cas des activistes pour le mariage gai.

### Sources tertiaires
- (en) Sue Westwood, « legal consciousness », dans The Sage Encyclopedia of LGBTQ+ STUDIES, SAGE Publications Inc., 2024 (ISBN 978-1-0718-9142-1 et 978-1-0718-9141-4, DOI 10.4135/9781071891414, lire en ligne ) (consulté le 8 avril 2024)
- (en) Lynette J. Chua et David M. Engel, « Legal Consciousness », dans The Routledge Handbook of Law and Society, Routledge, 2021 (ISBN 978-0-429-29330-6, DOI 10.4324/9780429293306-38, lire en ligne )
- Radi Vassilev Radev et François-Xavier Ribordy. (1988). “Conscience juridique.” In: Dictionnaire encyclopédique de théorie et de sociologie du droit (André-Jean Arnaud, ed. et al.) Paris: LGDJ/Story-Scientia, pp. 64–67.

### Monographies
- (en) Patricia Ewick et Susan S. Silbey, The Common Place of Law, University of Chicago Press, 1998 (ISBN 978-0-226-22744-3, 978-0-226-22742-9 et 978-0-226-21270-8, DOI 10.7208/chicago/9780226212708.001.0001 )
- (en) Sally Engle Merry, Getting justice and getting even : legal consciousness among working-class Americans, Chicago : University of Chicago Press, 1990 (ISBN 978-0-226-52068-1 et 978-0-226-52069-8, lire en ligne)
- (ru) Э. Арутюнов et И. Улитин, Правосознание и правовая культура личности в России, Litres,‎ 15 mai 2022 (ISBN 978-5-04-139479-0)
- Chantal Kourilsky-Augeven, Socialisation juridique et conscience du droit: attitudes individuelles, modèles culturels et changement social, L.G.D.J, coll. « Droit et société », 1997 (ISBN 978-2-275-01619-1 et 978-2-7351-0721-6)

### Articles
- Droit et société numéro 100, dossier spécial sur les Legal Consciousness Studies